# Вацлав IV
Вацлав IV (чеш. Václav, 26. фебруар 1361 — 16. август 1419) био је краљ Немачке од 1376. и краљ Чешке од 1378. године. Био је трећи краљ Чешке и други краљ Немачке из династије Луксембурга. Иако је био изабран за краља Немачке никада није био крунисан за цара Светог римског царства. Кнежеви изборници су га 1400. свргнули са позиције краља Немачке, али је Вацлав све до смрти владао Чешком.

## Долазак на престо
Вацлав је био рођен као син Карла IV, краља Чешке и цара Светог римског царства, и његове треће супруге Ане од Свидница. Вацлав је имао и старију сестру Елишку (Јелисавету) (рођ. 1358) која је удата за аустријског војводу Алберта III из династије Хабзбурга. Елишка је преминула без порода 1373. године. Карло IV се оженио и по четврти пут померанијском војвоткињом Елизабетом, унуком Казимира III Великог. Цар је овога пута добио шесторо деце међу којом је најзначајнија личност био Вацлавов полубрат Жигмунд Луксембуршки.
Карло је 1373. омогућио да његов син Вацлав постане један од кнежева изборника, као маркгроф од Бранденбурга. Пошто је и Карло као краљ Чешке био један од седам кнежеве изборника, Вацлав је 1376. изабран за краља Немачке чиме је био одређен да наследи царску круну Светог римског царства. Ипак, цар Карло је пристанак племства обезбедио тако што је повукао раније привилегије градова које је препустио власти племства. Међутим, како је цар раније организовао градове у савезе, показало се да удружени градови поседују знатну војну силу. Свега два дана након избора Вацлава за краља Немачке, 4. јула 1376. четрнаест градова из Швапске се удружило у Швапски савез како би заштитили своја права од новоизабраног владара. Све до 1389. Швапски савез је de facto деловао као независна држава унутар Светог римског царства.
Вацлав је најпосле наследио свог оца на чешком престолу након Карлове смрти 1378. године

## Проблематична владавина
Владавина Чешком Вацлава била је период великих сукоба између владара и племства. Поред тога, иако је био краљ Немачке, Вацлав услед бројних немира у самој Чешкој, као и сукоба у оквиру династије Луксембурга, никада није успео да се крунише за цара Светог римског царства. Међутим, за разлику од времена Карла IV владару су на располагању били мањи поседи, а самим тим и људски и материјални ресурси. Вацлавов полубрат Жигмунд проглашен је за маркгрофа Бранденбурга, али је после 1378. живео на угарском двору код своје веренице Марије, ћерке Лајоша I Великог. Моравска је била подељена између Вацлавове браће од стрица, Јобста и Прокопа, док је гроф Луксембурга још од 1355. био Вацлавов истоимени стриц. Како је Жигмунд 1386. постао краљ Угарске заинтересовао се за прилике у југоисточној Европи и Вацлав је остао без братовљеве подршке и помоћи.
У прилике у Немачкој Вацлав се успешно умешао само једном. Услед сукоба између баварског војводе и надбискупа Салцбурга у Швапској је дошло до општег сукоба. Током ових немира, Еберхард II, гроф од Виртемберга је покушао да оствари своју вишедеценијску амбицију и наметне своју власт градовима Швапског савеза. Удружене војске швапских градова претрпеле су пораз у бици код Дофингена 1388, али ни Еберхард II ни тада није могао да их потчини. Вацлав је као посредник успео да наметне споразум у Хебу којим је градовима забрањено да склапају савезе, али је њихова независност потврђена. Споразум је у наредним деценијама поштован и омогућио је равнотежу снага у Швапској.
Када је 1376. отворена Западна шизма Карло IV је подржао римског папу Урбана VI, док су Француска, Напуљска краљевина и Арагон, између осталих, подржавали противпапу Клемента VII из Авињона. Вацлав IV је, за разлику од оца, пружио подршку авињонском папи што га је довело у сукоб са краљевским канцеларом Јаном из Јенштајна, надбискупом Прага, који је био присталица Урбана VI. Јан из Јенштајна је 1384. поднео оставку на положај канцелара и повукао се из политичког живота. Надбискуп је 1393. за свог викара поставио Јана из Непомука са којим се Вацлав сукобио око питања упражњеног места опата богате бенедиктинске опатије Кладруби. Опат Кладрубија је истовремено располагао и великим феудалним поседима чији су приходи у том тренутку били неопходни круни у борби са племством. Када је Јан из Непомука за опата потврдио кандидата кога је одредио надбискуп Прага, краљеви људи су га ухватили и, после тортуре, бацили у Влтаву са Карловог моста 20. марта 1393. године. Измучени Јан из Непомука се удавио у реци, а надбискуп Јан из Јенштајна и нови опат Кладрубија су побегли из Прага и читав случај пријавили папи у Риму. Јан из Јенштајна је остатак живота провео у Италији, а Вацлав је 1396. на место надбискупа Прага поставио Јановог синовца Олбрана из Шкворце који је био лојалан владару.

## Свргавање са престола
Смрт Јана из Непомука у који су били умешани краљеви људи распалила је незадовољство чешког племства и изазвала побуну против краља. Племство је у помоћ позвало владара Моравске Јобста, тако да је Вацлав 1394. привремено бачен у тамницу, док је Јобст произведен у регента Чешке. Ипак, сукоб је разрешен 1396. уз посредовање угарског краља Жигмунда. Заузврат, чешко племство је признало Жигмунда за наследника безчедног Вацлава.
Услед неприлика у Чешкој, Вацлав IV није десетак година посећивао немачке земље. Племство Светог римског царства, окупљено на дијети у Нирнбергу (1397) и Франкфурту (1398) отворено је исказало незадовољство. Рајнски кнежеви изборници, надбискупи Мајнца, Трира и Келна, као и гроф од Палатината, оптуживали су Вацлава да није у стању да одржи ред и мир у царству и да практично ништа не чини на залечењу Западне шизме. У јуну 1400. кнежеви изборници су захтевали да се Вацлав појави пред њима и одговори на оптужбе. Ипак, иако се Вацлав противио позиву кнежева изборника, ни објективне околности у Чешкој, узроковане обновом непријатељства између круне и племства, нису ишле у корист решења сукоба. У августу 1400. Вацлав се није појавио пред кнежевима изборницима који су заузврат објавили да је дотадашњи краљ Немачке свргнут због неспособности и алкохолизма. Изборници су за противкраља изабрали Рупрехта III, палатинског грофа из породице Вителсбаха.
Вацлав IV је одбио да прихвати свргавање са трона Немачке и није признао Рупрехта за краља. Међутим, Вацлав је током новог сукоба са чешким племством поново утамничен 1402, при чему је краљеве противнике овога пута подржао и Жигмунд Луксембуршки. Вацлав је интерниран у Беч где је остао заточен све до јесени 1403. године. Вацлава је најпосле ослободио Јохан, кнез Лихтенштајна заједно са својим витезовима. Након тога, Вацлав се склонио на Јоханов посед у Микулову у Моравској где је кнез Лихтенштајна имао свој замак.

## Последње године
У међувремену, показало се да ни Рупрехт III није у стању да реши Западну шизму. Вацлавов ривал је сазвао 1409. сазвао сабор у Пизи на коме су се окупили углавном отпадници и од римског и од авињонског папства. Овај сабор је само погоршао прилике пошто је изабрао још једног антипапу Александра V, чији је наследник Јован XXIII побрао нешто подршке широм Европе. Рупрехт III је на крају умро 1410, али су међусобно подељени кнежеви изборници изабрали два краља Немачке, Вацлавовог брата од стрица Јобста Моравског и полубрата Жигмунда. Међутим, када је Јобст преминуо 1411. Вацлав се сложио да полубрату Жигмунду препусти круну Немачке уколико му се остави власт над Чешком.
Вацлав је 1409. подржао избор Александра V за папу, а особљу и студентима Прашког универзитета је наложио да буду неутрални по питању Западне шизме. Једино су предавачи и студенти који су заступали Чешку нацију на универзитету пристали да се покоре краљевом наређењу. Заузврат, краљ је био толерантан према вођи Чеха на универзитету, Јану Хусу, познатом верском реформатору. Вацлав је у Кутној Хори 1409. издао декрет којим је управу на универзитету предао Чесима тако што су Чеси сада добили три гласа у управи универзитета, док су припадници три стране нације, заступљене на универзитету (Баварска, Саксонци и Пољаци) имали по један. У знак протеста, већински Немци су напустили универзитет и временом по Европи пренели вести о Хусовом учењу које је, као блиско учењу Џона Виклифа, по ондашњим схватањима, било јеретичко. Александар V је осудио Виклифово учење, екскомуницирао Хуса и његове присталице и ставио интердикт на Праг. Хус се заложио да се верске осуде у Чешкој примењују једино уз одобрење световних власти. Вацлав је пружио заштиту хуситима, али су у Чешкој избили верски немири. Вацлав IV је 1412. сазвао сабор на нивоу Чешке краљевине, али на њему није усвојено компромисно решење. Најпосле, Жигмунд Луксембуршки је 1414. сазвао сабор у Констанци на коме је требало решити проблем Западне шизме, Хусовог учења и других проблема у оквиру Римокатоличке цркве. Иако је Жигмунд гарантовао Хусу безбедност, чешки реформатор је у Констанци ухапшен, осуђен за јерес и 1415. спаљен на ломачи.
Хусова смрт је погоршала ионако тешке прилике у Чешкој. Вацлав се сада, под утицајем Жигмунда, окренуо против хусита. Ипак, 30. јула 1419. дошло је до обрачуна између хусита, предвођених Јаном Жижком, и њихових противника на улицама Прага. Жижка и његови људи су побили католике који су их каменовали из градске већнице тако што су их бацили кроз прозоре (Прашка дефенстрација 1419). Вацлав IV је ускоро изненада умро 16. августа 1419. од срчаног удара док је ловио у близини свог замка Нови Храдек у близини Прага. По неким вестима умро је када су му саопштили вести о тадашњим верским немирима. Вацлавова смрт утицала је на продубљивање верских подела у Чешкој и убрзала је избијање Хуситских ратова.

## Породица
Вацлав IV се женио два пута, оба пута са баварским војвоткињама из породице Вителсбах. Ни у једном ни у другом браку није имао деце.
- Јохана Баварска (око 1362. – 1386), ћерка баварског војводе Албрехта I, била је удата за Вацлава од 1370. године.
- Софија Баварска (1376. – 1425), ћерка баварског војводе Јохана II, била је удата за Вацлава од 1389. године. После мужеве смрти управљала је Чешком као регенткиња све док Жигмунд није преузео власт.[1]

## Породично стабло
|  |                                            |  |  |  |  |  |  |  |  |  |  |  |  |  |  |  |
|  | 16. Хенрик VI, гроф од Луксембурга         |  |  |  |  |  |  |  |  |  |  |  |  |  |  |  |
|  |                                            |  |  |  |  |  |  |  |  |  |  |  |  |  |  |  |
|  |                                            |  |  |  |  |  |  |  |  |  |  |  |  |  |  |  |
|  | 8. Хајнрих VII, цар Светог римског царства |  |  |  |  |  |  |  |  |  |  |  |  |  |  |  |
|  |                                            |  |  |  |  |  |  |  |  |  |  |  |  |  |  |  |
|  |                                            |  |  |  |  |  |  |  |  |  |  |  |  |  |  |  |
|  | 17. Beatrice d'Avesnes                     |  |  |  |  |  |  |  |  |  |  |  |  |  |  |  |
|  |                                            |  |  |  |  |  |  |  |  |  |  |  |  |  |  |  |
|  |                                            |  |  |  |  |  |  |  |  |  |  |  |  |  |  |  |
|  | 4. Јован Слепи                             |  |  |  |  |  |  |  |  |  |  |  |  |  |  |  |
|  |                                            |  |  |  |  |  |  |  |  |  |  |  |  |  |  |  |
|  |                                            |  |  |  |  |  |  |  |  |  |  |  |  |  |  |  |
|  | 18. Јован I, војвода Брабанта              |  |  |  |  |  |  |  |  |  |  |  |  |  |  |  |
|  |                                            |  |  |  |  |  |  |  |  |  |  |  |  |  |  |  |
|  |                                            |  |  |  |  |  |  |  |  |  |  |  |  |  |  |  |
|  | 9. Маргарета од Брабанта                   |  |  |  |  |  |  |  |  |  |  |  |  |  |  |  |
|  |                                            |  |  |  |  |  |  |  |  |  |  |  |  |  |  |  |
|  |                                            |  |  |  |  |  |  |  |  |  |  |  |  |  |  |  |
|  | 19. Маргарета од Фландрије                 |  |  |  |  |  |  |  |  |  |  |  |  |  |  |  |
|  |                                            |  |  |  |  |  |  |  |  |  |  |  |  |  |  |  |
|  |                                            |  |  |  |  |  |  |  |  |  |  |  |  |  |  |  |
|  | 2. Карло IV, цар Светог римског царства    |  |  |  |  |  |  |  |  |  |  |  |  |  |  |  |
|  |                                            |  |  |  |  |  |  |  |  |  |  |  |  |  |  |  |
|  |                                            |  |  |  |  |  |  |  |  |  |  |  |  |  |  |  |
|  | 20. Отакар II Пшемисл                      |  |  |  |  |  |  |  |  |  |  |  |  |  |  |  |
|  |                                            |  |  |  |  |  |  |  |  |  |  |  |  |  |  |  |
|  |                                            |  |  |  |  |  |  |  |  |  |  |  |  |  |  |  |
|  | 10. Вацлав II Пшемисл                      |  |  |  |  |  |  |  |  |  |  |  |  |  |  |  |
|  |                                            |  |  |  |  |  |  |  |  |  |  |  |  |  |  |  |
|  |                                            |  |  |  |  |  |  |  |  |  |  |  |  |  |  |  |
|  | 21. Кунигунда од Славоније                 |  |  |  |  |  |  |  |  |  |  |  |  |  |  |  |
|  |                                            |  |  |  |  |  |  |  |  |  |  |  |  |  |  |  |
|  |                                            |  |  |  |  |  |  |  |  |  |  |  |  |  |  |  |
|  | 5. Елизабета од Чешке                      |  |  |  |  |  |  |  |  |  |  |  |  |  |  |  |
|  |                                            |  |  |  |  |  |  |  |  |  |  |  |  |  |  |  |
|  |                                            |  |  |  |  |  |  |  |  |  |  |  |  |  |  |  |
|  | 22. Рудолф I Хабзбуршки                    |  |  |  |  |  |  |  |  |  |  |  |  |  |  |  |
|  |                                            |  |  |  |  |  |  |  |  |  |  |  |  |  |  |  |
|  |                                            |  |  |  |  |  |  |  |  |  |  |  |  |  |  |  |
|  | 11. Јудита од Хабзбурга                    |  |  |  |  |  |  |  |  |  |  |  |  |  |  |  |
|  |                                            |  |  |  |  |  |  |  |  |  |  |  |  |  |  |  |
|  |                                            |  |  |  |  |  |  |  |  |  |  |  |  |  |  |  |
|  | 23. Gertrude of Hohenburg                  |  |  |  |  |  |  |  |  |  |  |  |  |  |  |  |
|  |                                            |  |  |  |  |  |  |  |  |  |  |  |  |  |  |  |
|  |                                            |  |  |  |  |  |  |  |  |  |  |  |  |  |  |  |
|  | 1. Вацлав IV                               |  |  |  |  |  |  |  |  |  |  |  |  |  |  |  |
|  |                                            |  |  |  |  |  |  |  |  |  |  |  |  |  |  |  |
|  |                                            |  |  |  |  |  |  |  |  |  |  |  |  |  |  |  |
|  | 24. Bolko I, Duke of Jauer                 |  |  |  |  |  |  |  |  |  |  |  |  |  |  |  |
|  |                                            |  |  |  |  |  |  |  |  |  |  |  |  |  |  |  |
|  |                                            |  |  |  |  |  |  |  |  |  |  |  |  |  |  |  |
|  | 12. Bernard of Świdnica                    |  |  |  |  |  |  |  |  |  |  |  |  |  |  |  |
|  |                                            |  |  |  |  |  |  |  |  |  |  |  |  |  |  |  |
|  |                                            |  |  |  |  |  |  |  |  |  |  |  |  |  |  |  |
|  | 25. Beatrice of Brandenburg                |  |  |  |  |  |  |  |  |  |  |  |  |  |  |  |
|  |                                            |  |  |  |  |  |  |  |  |  |  |  |  |  |  |  |
|  |                                            |  |  |  |  |  |  |  |  |  |  |  |  |  |  |  |
|  | 6. Henry II, Duke of Świdnica              |  |  |  |  |  |  |  |  |  |  |  |  |  |  |  |
|  |                                            |  |  |  |  |  |  |  |  |  |  |  |  |  |  |  |
|  |                                            |  |  |  |  |  |  |  |  |  |  |  |  |  |  |  |
|  | 26. Владислав I Кратки                     |  |  |  |  |  |  |  |  |  |  |  |  |  |  |  |
|  |                                            |  |  |  |  |  |  |  |  |  |  |  |  |  |  |  |
|  |                                            |  |  |  |  |  |  |  |  |  |  |  |  |  |  |  |
|  | 13. Кунигунда од Пољске                    |  |  |  |  |  |  |  |  |  |  |  |  |  |  |  |
|  |                                            |  |  |  |  |  |  |  |  |  |  |  |  |  |  |  |
|  |                                            |  |  |  |  |  |  |  |  |  |  |  |  |  |  |  |
|  | 27. Јадвига од Калиша                      |  |  |  |  |  |  |  |  |  |  |  |  |  |  |  |
|  |                                            |  |  |  |  |  |  |  |  |  |  |  |  |  |  |  |
|  |                                            |  |  |  |  |  |  |  |  |  |  |  |  |  |  |  |
|  | 3. Ана Свидницка                           |  |  |  |  |  |  |  |  |  |  |  |  |  |  |  |
|  |                                            |  |  |  |  |  |  |  |  |  |  |  |  |  |  |  |
|  |                                            |  |  |  |  |  |  |  |  |  |  |  |  |  |  |  |
|  | 28. Карло Мартел Анжујски                  |  |  |  |  |  |  |  |  |  |  |  |  |  |  |  |
|  |                                            |  |  |  |  |  |  |  |  |  |  |  |  |  |  |  |
|  |                                            |  |  |  |  |  |  |  |  |  |  |  |  |  |  |  |
|  | 14. Карло Роберт                           |  |  |  |  |  |  |  |  |  |  |  |  |  |  |  |
|  |                                            |  |  |  |  |  |  |  |  |  |  |  |  |  |  |  |
|  |                                            |  |  |  |  |  |  |  |  |  |  |  |  |  |  |  |
|  | 29. Klementia of Habsburg                  |  |  |  |  |  |  |  |  |  |  |  |  |  |  |  |
|  |                                            |  |  |  |  |  |  |  |  |  |  |  |  |  |  |  |
|  |                                            |  |  |  |  |  |  |  |  |  |  |  |  |  |  |  |
|  | 7. Катарина од Угарске                     |  |  |  |  |  |  |  |  |  |  |  |  |  |  |  |
|  |                                            |  |  |  |  |  |  |  |  |  |  |  |  |  |  |  |
|  |                                            |  |  |  |  |  |  |  |  |  |  |  |  |  |  |  |
|  | 30. Casimir of Bytom                       |  |  |  |  |  |  |  |  |  |  |  |  |  |  |  |
|  |                                            |  |  |  |  |  |  |  |  |  |  |  |  |  |  |  |
|  |                                            |  |  |  |  |  |  |  |  |  |  |  |  |  |  |  |
|  | 15. Maria of Bytom                         |  |  |  |  |  |  |  |  |  |  |  |  |  |  |  |
|  |                                            |  |  |  |  |  |  |  |  |  |  |  |  |  |  |  |
|  |                                            |  |  |  |  |  |  |  |  |  |  |  |  |  |  |  |
|  | 31. Helena NN                              |  |  |  |  |  |  |  |  |  |  |  |  |  |  |  |
|  |                                            |  |  |  |  |  |  |  |  |  |  |  |  |  |  |  |
|  |                                            |  |  |  |  |  |  |  |  |  |  |  |  |  |  |  |